# Primča vas
Primča vas je naselje v Občini Ivančna Gorica.